# Dichapetalum tricapsulare
Dichapetalum tricapsulare är en tvåhjärtbladig växtart som först beskrevs av Francisco Manuel Blanco, och fick sitt nu gällande namn av Elmer Drew Merrill. Dichapetalum tricapsulare ingår i släktet Dichapetalum och familjen Dichapetalaceae. Inga underarter finns listade i Catalogue of Life.